# Cradle Will Rock
Cradle Will Rock és una pel·lícula històrica dramàtica estatunidenca del 1999 escrita, produïda i dirigida per Tim Robbins. La història ficcionalitza els esdeveniments reals que van envoltar el desenvolupament del musical de 1937 The Cradle Will Rock de Marc Blitzstein; adapta la història per crear un relat de la producció original, incorporant altres històries de l'època per produir un comentari social sobre el paper de l'art i el poder a la dècada de 1930, especialment enmig de les lluites del moviment obrer de l'època i l'atractiu corresponent del socialisme i el comunisme entre molts intel·lectuals, artistes i gent obrera en el mateix període.
La pel·lícula no es basa en el guió no produït d'Orson Welles per a The Cradle Will Rock, un drama autobiogràfic sobre la producció del musical de Blitzstein. Escrit el 1984, un any abans de la mort de Welles, el guió es va publicar el 1994; la pel·lícula no s'ha produït.

## Argument
En el moment àlgid de la Gran Depressió, l'aspirant a cantant Olive Stanton somia amb aconseguir una feina com a actriu al Projecte Federal de Teatre. El dramaturg Marc Blitzstein està treballant en el seu nou musical, The Cradle Will Rock, però no té la inspiració per acabar-lo. Mentre assisteix a una protesta pública, rep la visita de dues figures imaginàries que representen la seva difunta esposa i el famós dramaturg alemany Bertolt Brecht. L'encoratgen a fer que l'obra sigui més rellevant als temps que no pas un concepte abstracte.
El ventríloc Tommy Crickshaw rep l'encàrrec d'entrenar el duet sense talent Sid i Larry. Intenta iniciar un romanç amb Hazel Huffman, empleada de FTP. L'actor Aldo Silvano marxa de l'apartament pagat pels seus pares a causa de les simpaties de la seva família pel feixisme italià.
Al mateix temps, l'FTP s'enfronta a una pressió creixent del govern federal, que ha començat a investigar la infiltració d'esquerres a la societat estatunidenca a través del House Un-American Activities Committee. Huffman i Crickshaw assagen el seu testimoni alarmista. El comitè acusa la directora de FTP Hallie Flanagan de propagar el comunisme, fent referència a les seves afirmacions passades i a l'obra Revolt of the Beavers.
Huffman rebutja els avenços de Crickshaw. S'adorm i es desperta amb Sid i Larry fent la seva rutina, amb un d'ells interpretant al maniquí. Deprimit, Crickshaw ofereix un espectacle en què el seu maniquí és comunista. Part del públic es disgusta, Huffman plora i se'n va. Crickshaw deixa el seu maniquí a l'escenari, que és portat per Sid i Larry. Després del seu testimoni, Huffman és rebutjada pels seus companys de feina.
La WPA, enfrontada a l'amenaça de perdre el seu pressupost, retalla el finançament de totes les produccions FTP, acomiada milers de treballadors i ordena que cessin les activitats de tots els projectes en curs, inclòs The Cradle Will Rock. El sindicat d'actors es nega a deixar-los actuar sense l'aprovació federal, cancel·lant l'obertura de l'espectacle.
En lloc de cedir, el director de l'espectacle, Orson Welles, i el productor, John Houseman, van organitzar una actuació improvisada en un teatre tancat, amb Blitzstein com a repartiment i orquestra. Quan comença la primera cançó, els altres actors apareixen de sobte entre el públic i interpreten tota l'obra sense trepitjar l'escenari. Un grup de treballadors destrueix el mural L'home controlador de l'univers, arran d'una disputa entre Nelson Rockefeller i Diego Rivera per la inclusió del líder comunista rus Lenin a l'obra d'art.
Mentre el repartiment i el públic inicien la celebració, un grup d'antics intèrprets de FTP organitzen un funeral simulat del maniquí de Crickshaw (anomenat "Projecte de teatre federal") al carrer a l'exterior. La processó entra a l'actual Times Square, que està envoltat de cartells publicitaris del teatre de Broadway.

## Repartiment
- Hank Azaria com a Marc Blitzstein
- Bob Balaban com a Harry Hopkins
- Jack Black com Sid
- Rubén Blades com a Diego Rivera
- Corina Katt Ayala com a Frida Kahlo
- Victoria Clark com a Dulce Fox
- Joan Cusack com a Hazel Huffman
- John Cusack com a Nelson Rockefeller
- Cary Elwes com a John Houseman
- Gregg Edelmann com a Dream Larry Foreman
- Kyle Gass com a Larry
- Paul Giamatti com a Carlo
- Philip Baker Hall com a Grey Mathers
- Erin Hill com a Sandra Mescal
- Barnard Hughes com a Frank Marvel
- Peter Jacobson com a Silvano
- Cherry Jones com a Hallie Flanagan
- Angus Macfadyen com a Orson Welles
- Audra McDonald com a cantant "Joe Worker"
- Bill Murray com a Tommy Crickshaw
- Allan F. Nicholls com a George Zorn
- Vanessa Redgrave com la comtessa Constance LaGrange
- Gil Robbins com a membre del Congrés Joe Starnes
- Susan Sarandon com a Margherita Sarfatti
- Jamey Sheridan com a John Adair
- Barbara Sukowa com a Sophie Silvano
- John Turturro com Aldo Silvano
- Emily Watson com a Olive Stanton
- Harris Yulin com a congressista Martin Dies

## Context històric i producció
Aquesta pel·lícula té lloc a la dècada de 1930 durant la Gran Depressió. La pel·lícula es pren una certa llicència narrativa i presenta determinats esdeveniments com a simultanis, quan realment es van produir en moments diferents. Alguns exemples d'això són l'addició i la posterior destrucció del mural de Rivera L'home controlador de l'univers a l'RCA Building (1933–34), la invasió italiana d'Etiòpia (1935), la vagues laborals contra Little Steel (1937) i el Assalt del Comitè Dies al Projecte Federal de Teatre (1938) (Weales 2000).
En explicar la història de The Cradle Will Rock—un musical obrer d'esquerres que va ser patrocinat pel Federal Theatre Project (FTP) només per ser prohibit després de la WPA  va retallar el projecte i va desviar els seus fons cap a un altre lloc: Robbins és capaç de relacionar-se amb qüestions com els disturbis laborals, la repressió del House Un-American Activities Committee i el paper i el valor de l'art en un moment tan tumultuós.
La pel·lícula es va estrenar juntament amb un llibre que Robbins va elaborar per oferir una visió més profunda del període de la pel·lícula. El llibre inclou el guió de la pel·lícula, que s'acompanya d'assajos i imatges temàtiques que descriuen les persones, els esdeveniments i que són la base de la pel·lícula.
L'obra infantil de 1937 Revolt of the Beavers del dramaturg/guionista Oscar Saul (que més tard faria el guió de la pel·lícula de 1951  Un tramvia anomenat desig) també va aparèixer en aquesta pel·lícula. També va ser controlat per la HUAC per promoure un ideal comunista d'igualtat de treball i igualtat de recompenses. A la pel·lícula va ser valentament defensada pel cap de l'FTP, Hallie Flanagan (Cherry Jones), i l'obra va funcionar durant aproximadament un mes al teatre Adelphi de Nova York.

## Recepció
Cradle Will Rock wva rebre crítiques majoritàriament positives. Al lloc web de l'agregador de ressenyes Rotten Tomatoes, la pel·lícula té una puntuació d'aprovació del 65%, basada en 74 ressenyes, i una puntuació mitjana de 6,3/10. El consens del lloc afirma: "Enginyosa i provocadora." A Metacritic,la pel·lícula té una puntuació mitjana ponderada de 64 sobre 100, basada en 31 crítics , indicant "crítiques generalment favorables".
Si bé es va declarar que la producció original de The Cradle Will Rock era "La nit de teatre més emocionant que ha vist aquesta generació de Nova York" (MacLeish, Cole 2000), alguns crítics no pensaven el mateix sobre la reproducció de Robbins de l'esdeveniment per al cinema. Tot i que va ser nominat a la Palma d'Or al 52è Festival Internacional de Cinema de Canes, entre altres festivals, i alguns han elogiat la pel·lícula com un comentari astut sobre la censura i les línies entre l'art i la vida (Cole 2000). Va participar en la secció Gran angular del XXXIII Festival Internacional de Cinema Fantàstic de Catalunya, en el que va guanyar el premi al millor director i a la millor pel·lícula.